# Železářské a slévárenské muzeum Komárov
Železářské a slévárenské muzeum v Komárově (okres Beroun, Středočeský kraj) sídlí v bývalém komárovském zámku. Stálá expozice obsahuje uměleckou litinu. Jedná se o odlitky ze šedé litiny pocházející z 18. až 20. století vyrobené v Komárovských železárnách. Kromě užitkových výrobků souvisejících s historií a současností železáren Buzuluk a. s. jsou zde modely i odlitky sochařských děl. Základem sbírek se stala vzorkovna komárovských železáren.

## Historie

### Železářství a slévárenství
Okolí Komárova bylo proslulé zpracováním železa už ve středověku. Historické prameny poprvé zmiňují výrobu železa v regionu ve 13. století, ale železo se zde zpracovávalo určitě mnohem dříve. V roce 1460 patřilo panství Jiřímu Pešíkovi z Komárova, který ve svých hutích vyráběl železo z místní železné rudy jednoduchým způsobem, avšak s velkým ziskem. Hutě se skládaly z jedné vysoké pece nazývané „Dýmačka“ a tří hamrů. Koncem 15. století a na počátku 16. století Pešíkové velmi zbohatli. Ve druhé polovině 16. století však došlo k rychlému úpadku a roku 1602 koupil zadlužené a zanedbané panství Jindřich Otta z Losu. Ten rozšířil těžbu železné rudy a rumělky a zavedl novou technologii výroby železa, spojenou s postavením vysoké pece. Litinové výrobky se objevují od konce 16. století právě v souvislosti se vznikem vysokých pecí, které produkovaly kvalitní železný materiál, nepostradatelný pro výrobu slévárenských produktů. Zásadním stimulem pro rozvoj slévárenství byla třicetiletá válka (1618–1648), která zajistila velký odbyt litinových zbrojních výrobků. Přesto měla třicetiletá válka pro zdejší železářství i celý kraj velmi nepříznivý dopad.

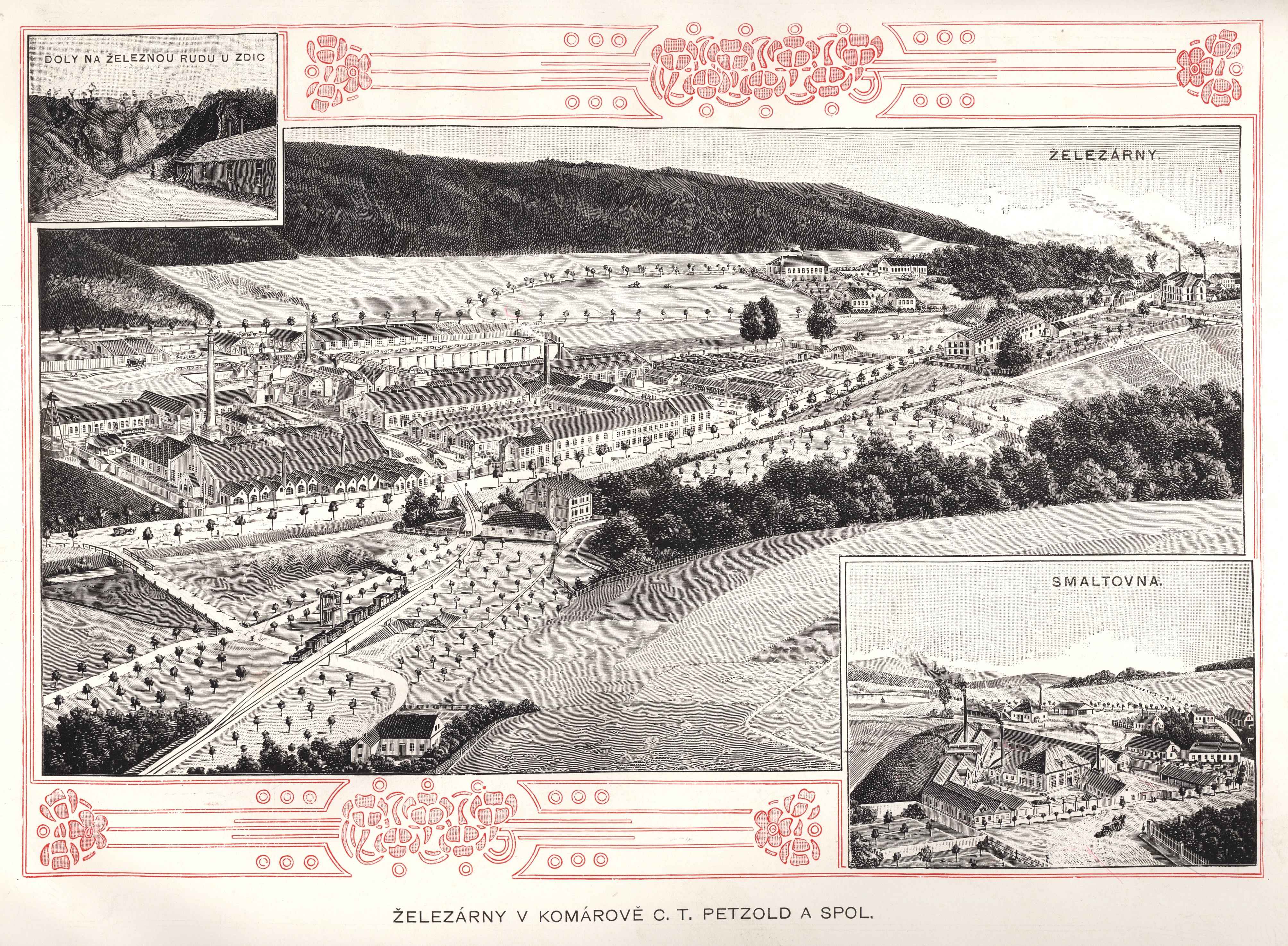

Slavnou tradici komárovského slévárenství však vzkřísil odborník na železářskou techniku a technologii hrabě Rudolf Jan Bruntálský z Vrbna (1761–1823), tvůrce slavné tradice komárovského slévárenství, jenž stál u zrodu výroby umělecké litiny. Za jeho života se komárovské železárny staly předním evropským producentem litiny s uměleckoprůmyslovým využitím. V díle svého otce pokračoval jeho nejstarší syn Eugen Dominik Bruntálský z Vrbna (1786–1848). Za jeho působení dosáhla sláva umělecké litiny svého vrcholu. Výrobky byly na výstavách v Praze roku 1828, 1829 a 1831 vyznamenány zlatou medailí. Dědic, syn Eugenův hrabě Dominik z Vrbna byl plukovník v aktivním vojsku a o železárny nejevil zájem.   
Dne 20. listopadu 1852 zakoupil Komárovské železárny, jak zněl oficiální název, hesenský kurfiřt Fridrich Vilém Hesenský (1802–1875). Za jeho působení patřily železárny k nejpřednějším závodům svého druhu v celé rakouské monarchii. Tradice zdejší litiny nezanikla ani po další změně majitele železáren. 1. března 1902 prodal Vilém Hesenský železárny vídeňské firmě C. T. Petzold. Tradice přetrvávala ještě po 2. světové válce, kdy se železárny staly národním podnikem Buzuluk. Výroba litiny zde pokračovala i v 50. letech, v roce 1958 byly komárovské litinové výrobky s úspěchem vystaveny na světové výstavě Expo 58 v Bruselu.   
Ve dvacátém století došlo k dalšímu rozvoji a zásadním změnám ve výrobním sortimentu i změnám jmen bývalých Komárovských železáren k dnešnímu podniku Buzuluk a. s. Firma navázala na tradici a nabízí vybrané odlitky z umělecké litiny vyráběné výhradně ručně a podle starých receptur.

### Budova muzea

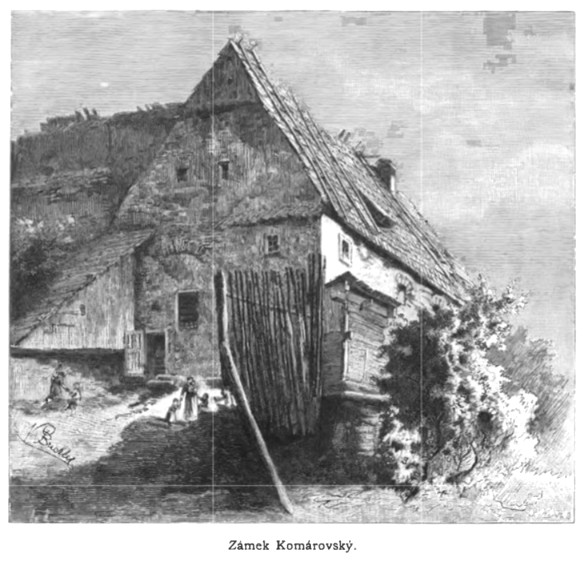
Dobová kresba zámku V. Brechlera

K vrcholnému rozkvětu železáren v údolí Červeného potoka došlo v 13. století, kdy komárovské panství patřilo Pešíkům z Komárova. První zmínka o samotné tvrzi je až z roku 1543. Tvrz přestavěná  Kunatou Pešíkem (1471–1547), hejtmanem Podbrdského kraje, na pohodlné rytířské sídlo čtvercového půdorysu se čtyřmi věžemi, později zvaný zámek. V roce 1610 koupil tvrz Jindřich Otta z Losu, který byl popraven v roce 1621 na Staroměstském náměstí a majetek zkonfiskován. Panství pak připadlo k Hořovicím. V průběhu třicetileté války byla tvrz vypálena. V roce 1648 se uvádí jako zpustlá, v roce 1681 zřícená, v roce 1709 se dala část použít na hospodářské účely. V roce 1799 spadla poslední z věží. Počátkem 19. století byl objekt opraven na byty a kovárnu, poté změněn na školu a byt učitele. V roce 1877 pro havarijní stav a bezpečnost dětí zbourán. V roce 1888 byla, s využitím středověkého suterénu, postavena nová škola. V roce 1829 se podařilo v jejích zdech založit současné Železářské a slévárenské muzeum. Dnešní suterén je původní přízemní dispozice pešíkovského paláce. Nynější podoba dosud skrývá pozdně gotické architektonické články. Dochovaly  se přízemní sklepy, gotický portál a erby na schodišti do prvního patra.

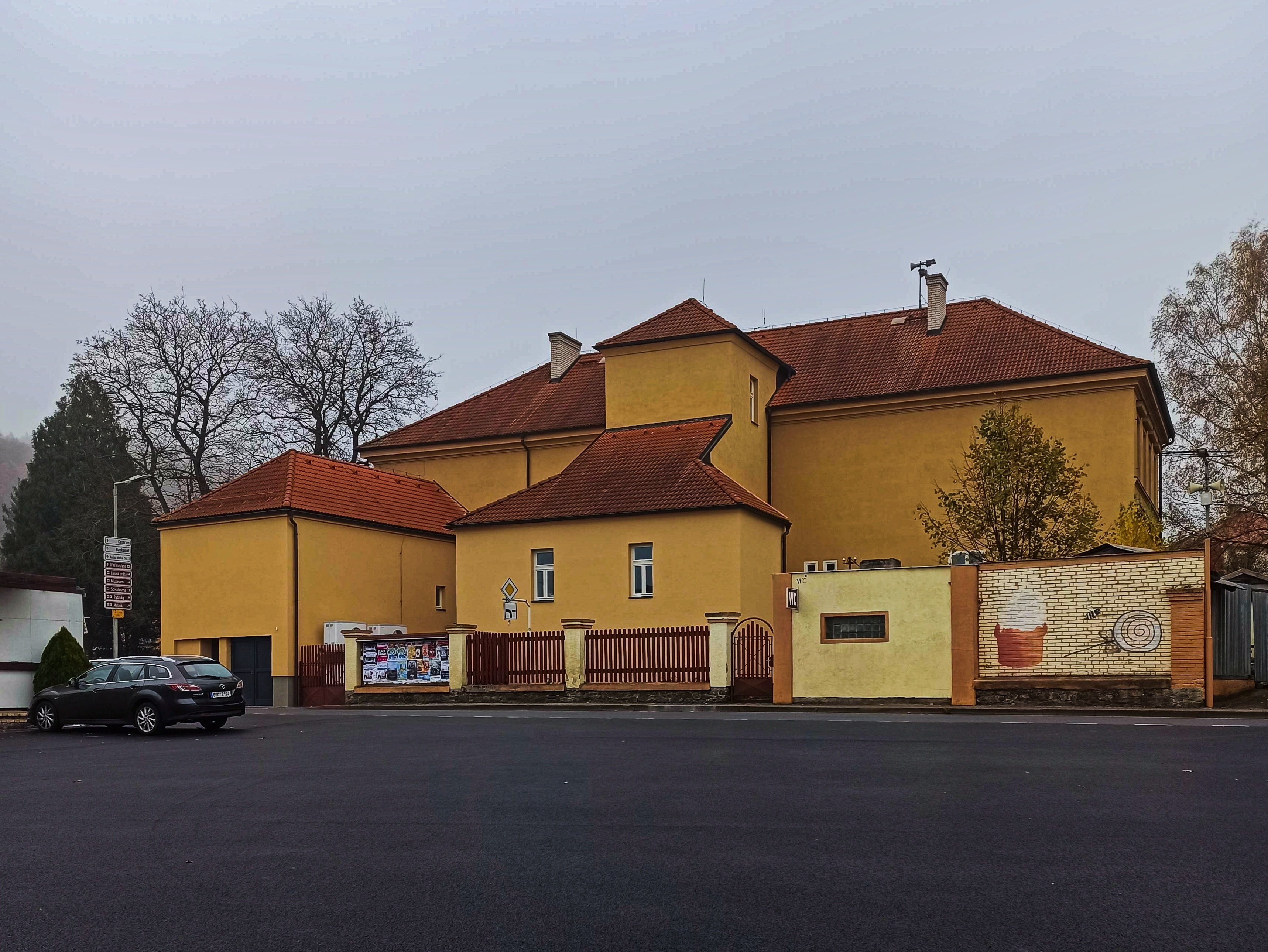
Zádní pohled na budovu Muzea v r. 2024

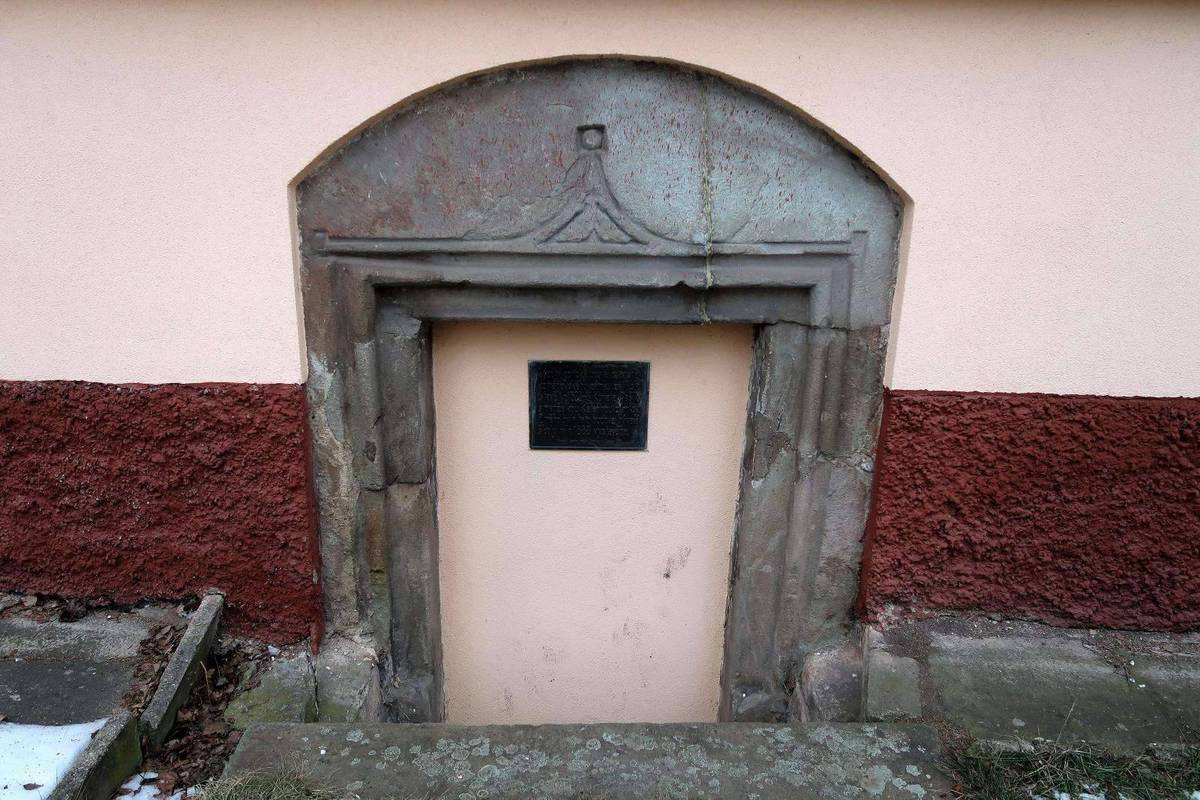
Portál starého zámku

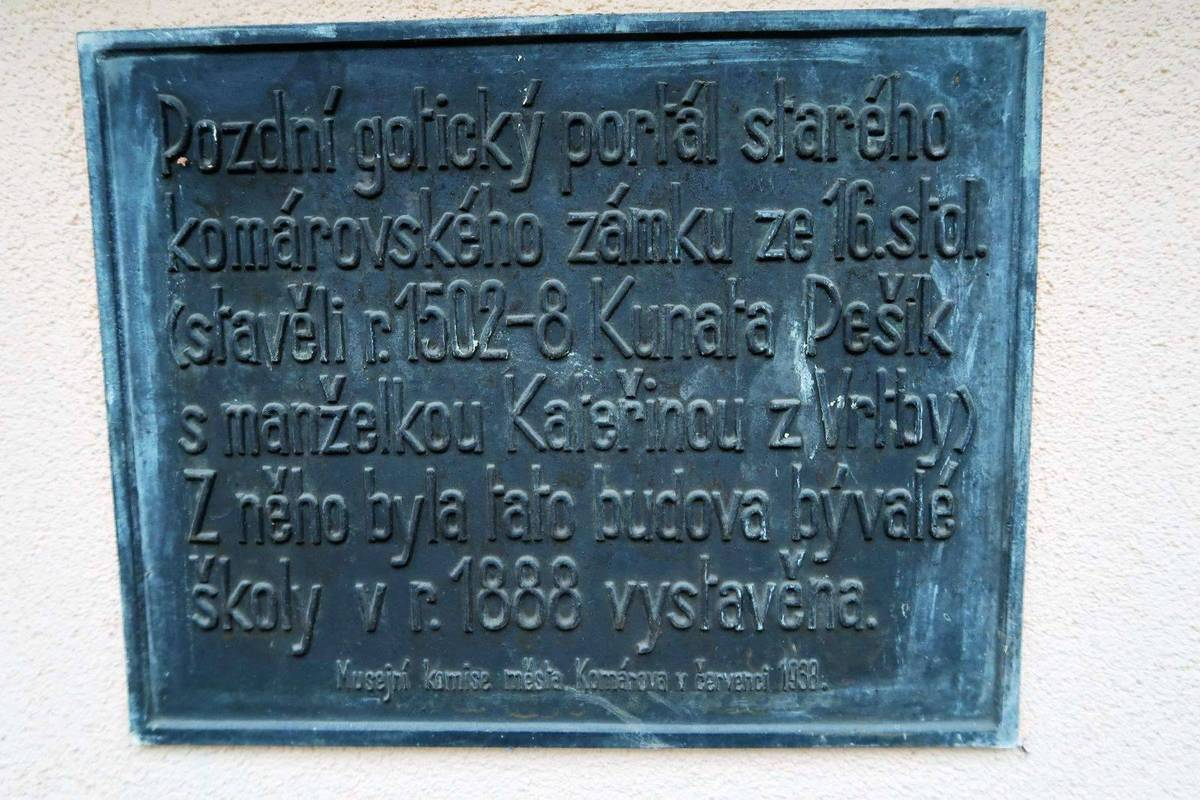
Pamětní deska na portálu zámku

## Umělecká litina
Termín „umělecká litina“ se obvykle používá k označení procesu nebo techniky používané k vytváření uměleckých děl z litiny. Litina je slitina železa s vysokým obsahem uhlíku, která je známá pro svou pevnost a schopnost zachovat detaily i při složitých formách. Proces umělecké litiny zahrnuje odlévání roztavené litiny do forem, které jsou často vytvořeny z hlíny, vosku nebo jiných materiálů. Tento proces umožňuje umělcům vytvářet různorodá umělecká díla, jako jsou sochy, reliéfy, fontány a další, s využitím vlastností a textur litiny. Z reliéfně zdobených litinových desek se od 16. století sestavovala hranolovitá kamna, jiné reliéfní desky byly odlévány jako krbové, pamětní a náhrobní. V následujících staletích zahrnovala hutní produkce výtvarně řešená litinová válcová kamna, hmoždíře, dělové hlavně a výjimečně i figurální plastiky. Dokonalou ukázkou zpracování železné litiny a vrcholným slévárenským výkonem byly pak české empírové litinové šperky, které lze v muzeu zhlédnout. 
Na věhlasu umělecké litiny nenese zásluhu pouze kvalitní litina a slévačská práce, ale také umělecká příprava odlévání. V Komárovské modelovně vznikaly pod vedením vynikajících modelérů skutečná umělecká díla – modely, používané pro obtisk reliéfu a přípravu formy a následné odlévání kovu. Známý je zejména  Zdeněk Emanuel Fiala (1856–1935) – sochař, modelér, vedoucí modelérského kabinetu železáren, Kaucký, Šoustek, Roz a především místní rodák Dominik Zafouk (1797-1878) – modelér, sochař, zlatník, jehož práce byla srovnávána s tehdy nejlepšími slévárnami v pruských Glivicích a Berlíně.

## Expozice
Muzeum v Komárově nabízí stálou expozici umělecké litiny, malou výstavu k historii dolování rudy, minerály z brdských lokalit a zkameněliny z doby prvohor v komárovském okolí. Většina nejhodnotnějších exponátů muzea byla zhotovena koncem 18. a začátkem 19. století. Základem sbírek se stala vzorkovna Komárovských železáren z roku 1829. 
Mnoho předmětů obsahuje sbírka umělecké litiny Národního technického muzea v Praze (dále NTM). V roce 1909 darovala NTM soubor předmětů vídeňská firma C. T. Petzold, která v té době vlastnila železárny v Komárově. Na konci dvacátých a začátkem třicátých let 20. století přibyly do sbírky, v počtu více než tří set kusů, další tři kolekce odlitků a slévárenských modelů z původní vzorkovny Komárovských železáren. Poslední část odlitků a modelů z fondu podnikového muzea železáren v Komárově, získalo NTM v roce 2007 darem od městyse Komárov. 
Expozici umělecké litiny v muzeu v Komárově lze rozdělit na několik částí:
- drobná dekorativní a užitková litina
- monumentální litinová plastika
- funerální (pohřební) litina
- pamětní desky
- medailony a medaile
- plakety, a reliéfy
- stavební, interiérová a zahradní litina

Kromě užitkových výrobků souvisejících s historií a současností železáren později Buzuluk jsou zde modely i odlitky sochařských děl Dominika Zafouka, Václava Prachnera nabo Zdeňka Fialy značící umělecké slévačství šedé litiny. Patří sem například  plaketa na pomníku Miroslava Tyrše před komárovským muzeem, litinový sloup se skulpturou orla na náměstí Míru vyrobený na počest Jubilejní zemské výstavy, konané v Praze roku 1891,  či plastika Snění ze druhé poloviny 19. století, litinový stůl a pseudobarokní zahradní váza z 90. let 19. století umístěné a k vidění v centru Komárova.

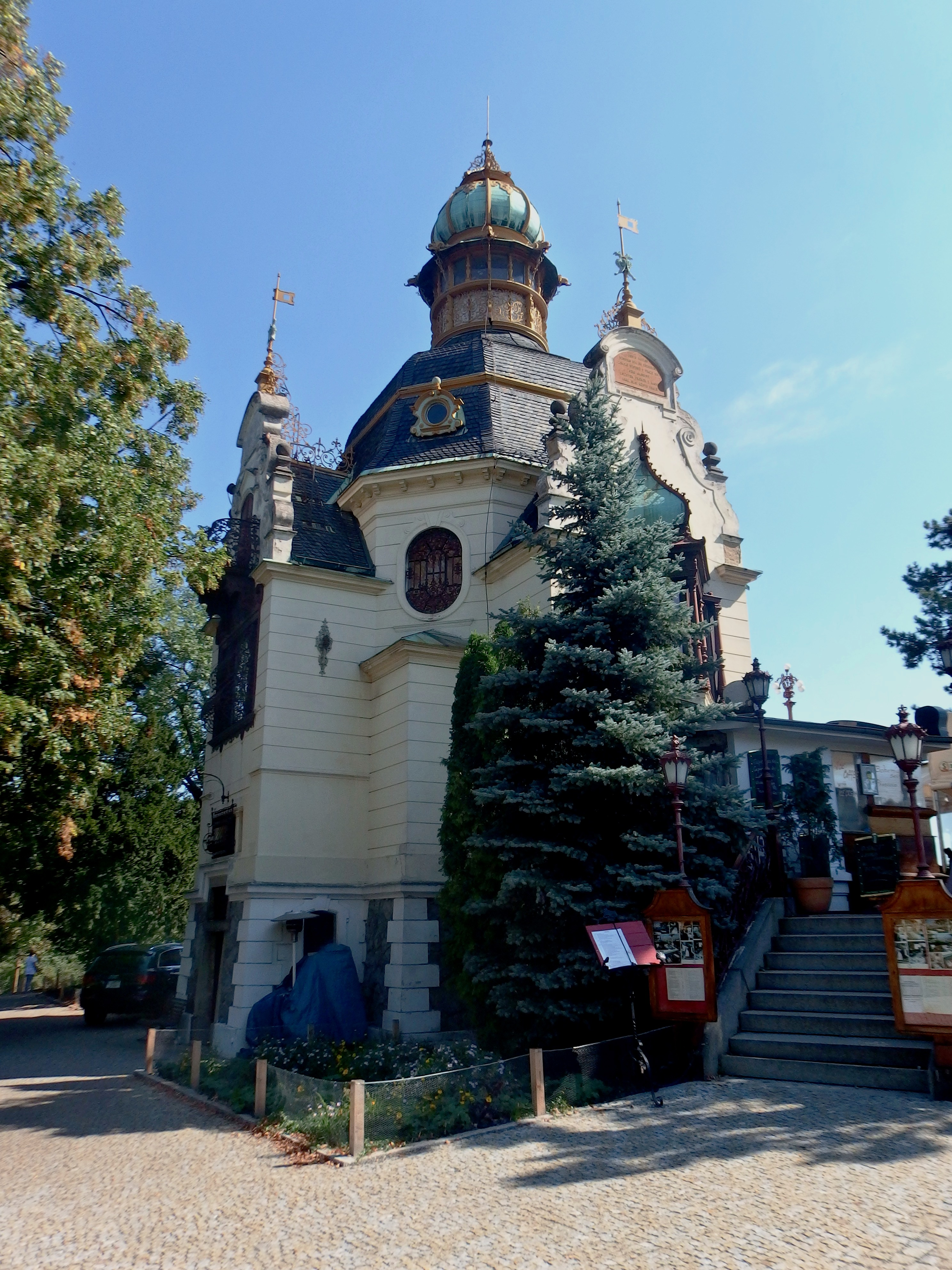
Hanavský pavilon

Vedle nepřeberného množství drobnějších předmětů, určených pro měšťanské příbytky, nutno uvést alespoň nejvýznamnější komárovská díla:
- monumentální památník protinapoleonské bitvy u Přestanova (1836)
- památník věnovaný obětem důlního požáru v Příbrami (1892) umístěném na Městském hřbitově v Příbrami
- náhrobek biskupa Leopolda Leonharda Raymunda z Thun-Hohensteinu na Malostranském hřbitově (1830)
- Kandelábry slavnostního plynového osvětlení
- osmiramenné kandelábry na Hradčanském náměstí, v Loretánské ulici na Hradčanech (1865).[11]
- kandelábr z roku  na Dražického náměstí na Malé straně (1867) [12]
- čtyřramenné kandelábry u Rudolfina na Náměstí Jana Palacha (1884)
- litinová výzdoba Národního divadla, Národního muzea a Žofína

Kandelábr z roku 1860 byl žádaný a dodávaný do mnoha měst v Rakousku-Uhersku.
K největším litinovým dílům Komárovských železáren patří především Hanavský pavilon, který byl postaven pro vystavení vlastních exponátů železáren pro Jubilejní zemskou výstavu v Praze roku 1891. Po skončení výstavy byl pavilón věnován hlavnímu městu Praze a roku 1895 přemístěn na Letnou, kde je možno jej obdivovat dodnes.
S dalšími objekty se stále můžeme potkat při procházkách městy na jejich původních místech.

## Další činnosti
Muzeum v Komárově také poskytuje prostory pro výstavy historických i současných fotografií, výkresů dětí k různým výročím nebo tematické ztvárnění historických událostí ke konání muzejních nocí.    

## Galerie

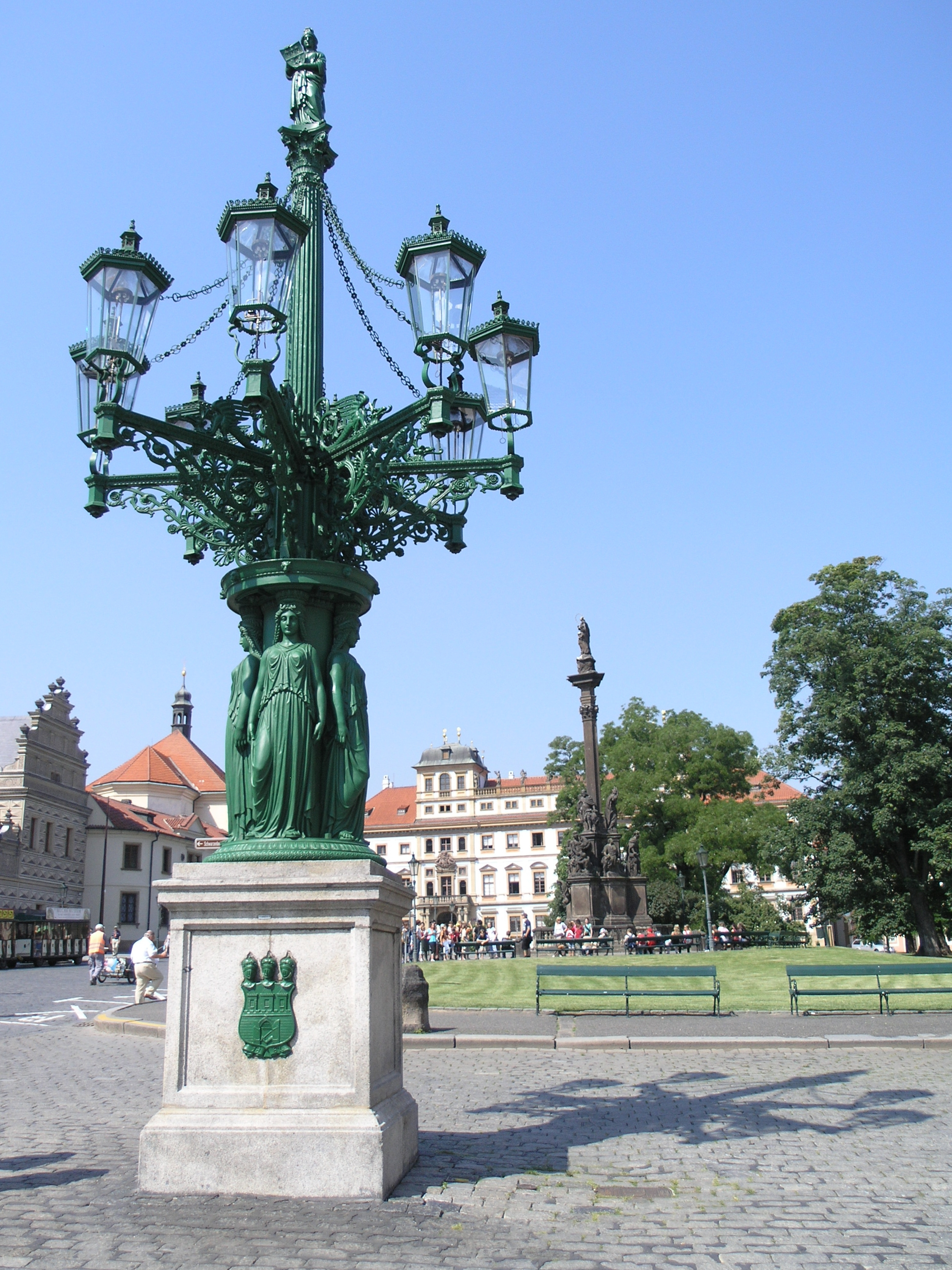
Praha, Hradčanské náměstí - kandelábr
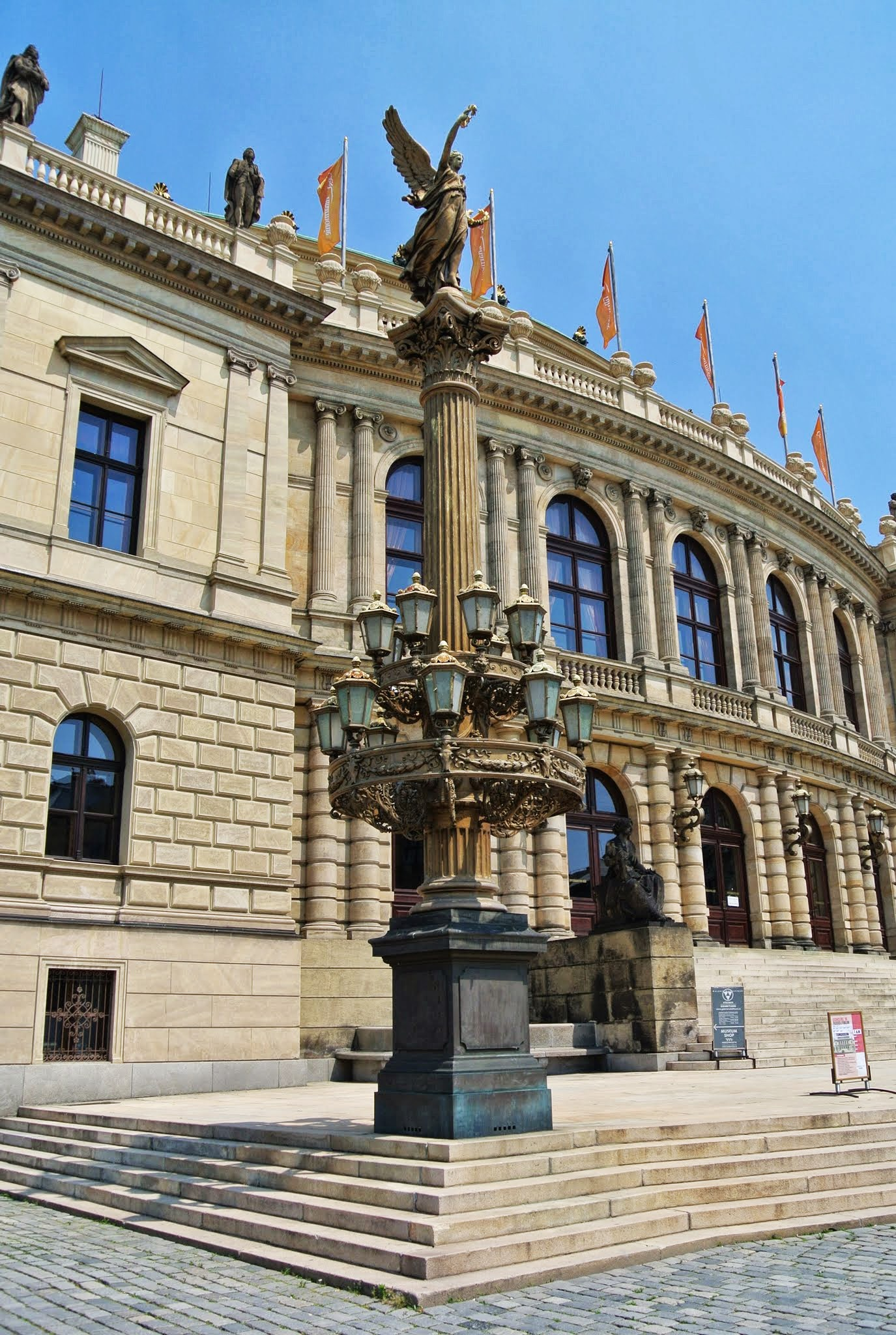
Kandelábr před Rudolfinem v Praze
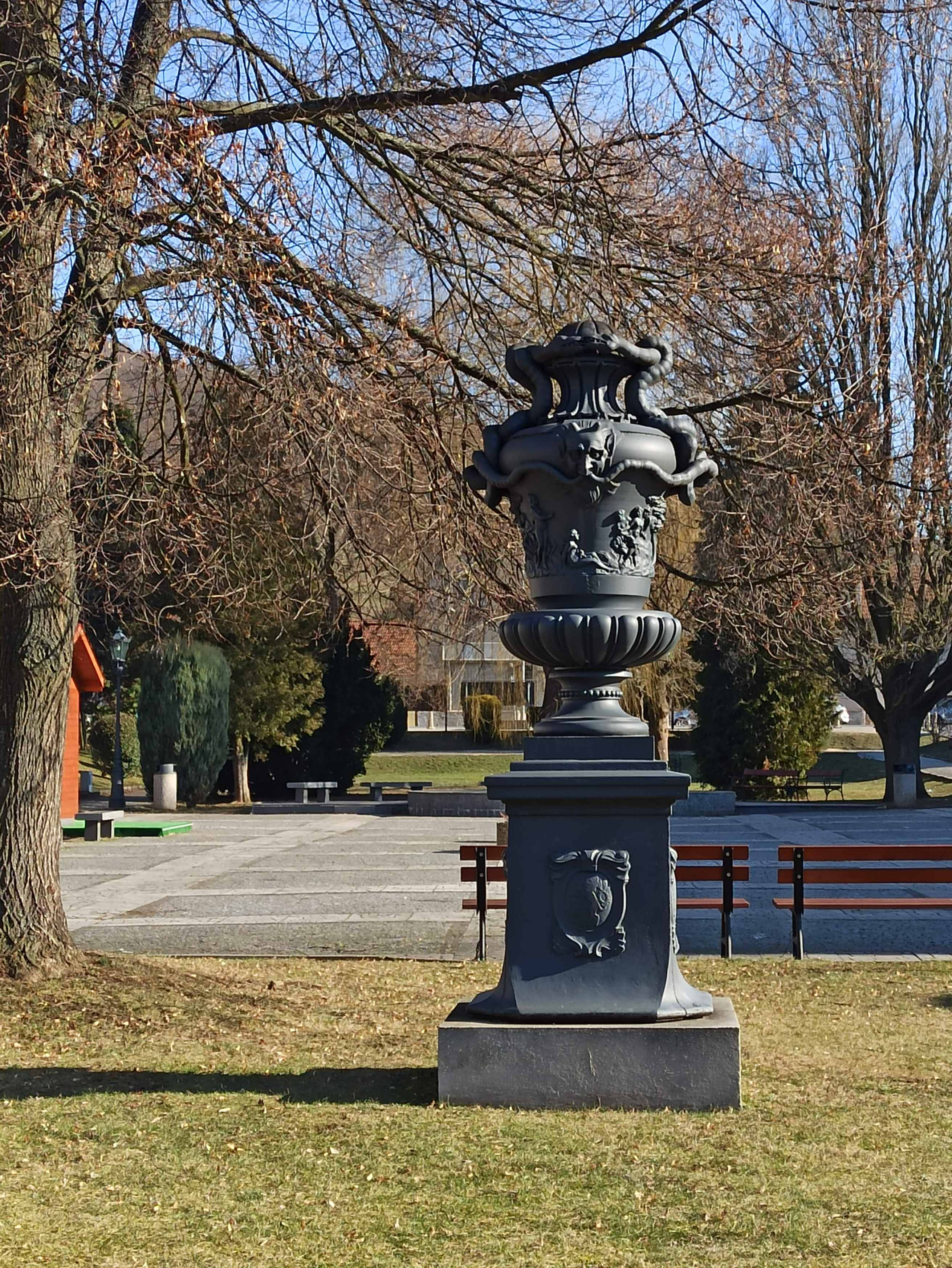
Litinová váza - Pomník svobody
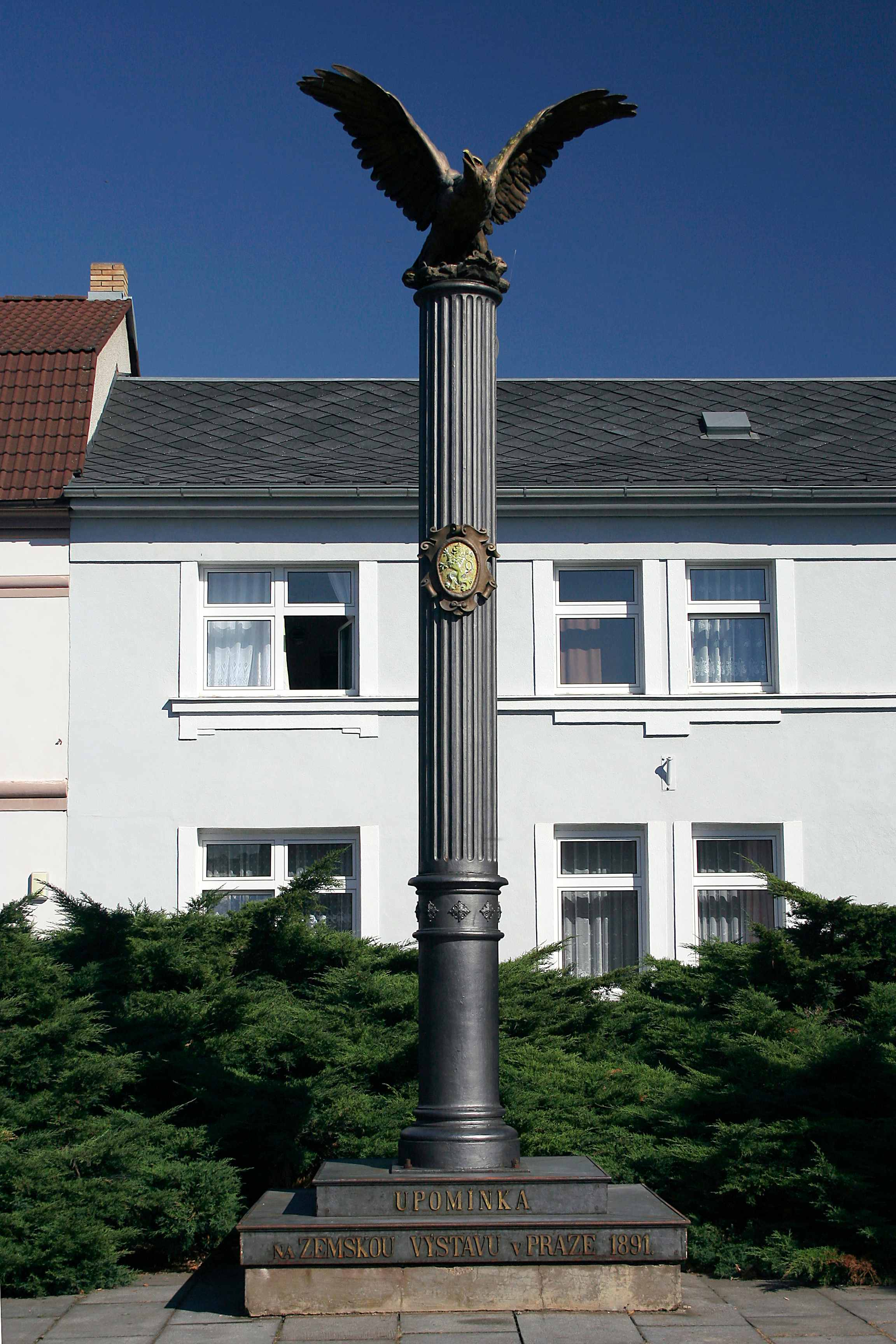
Litinový sloup s orlem
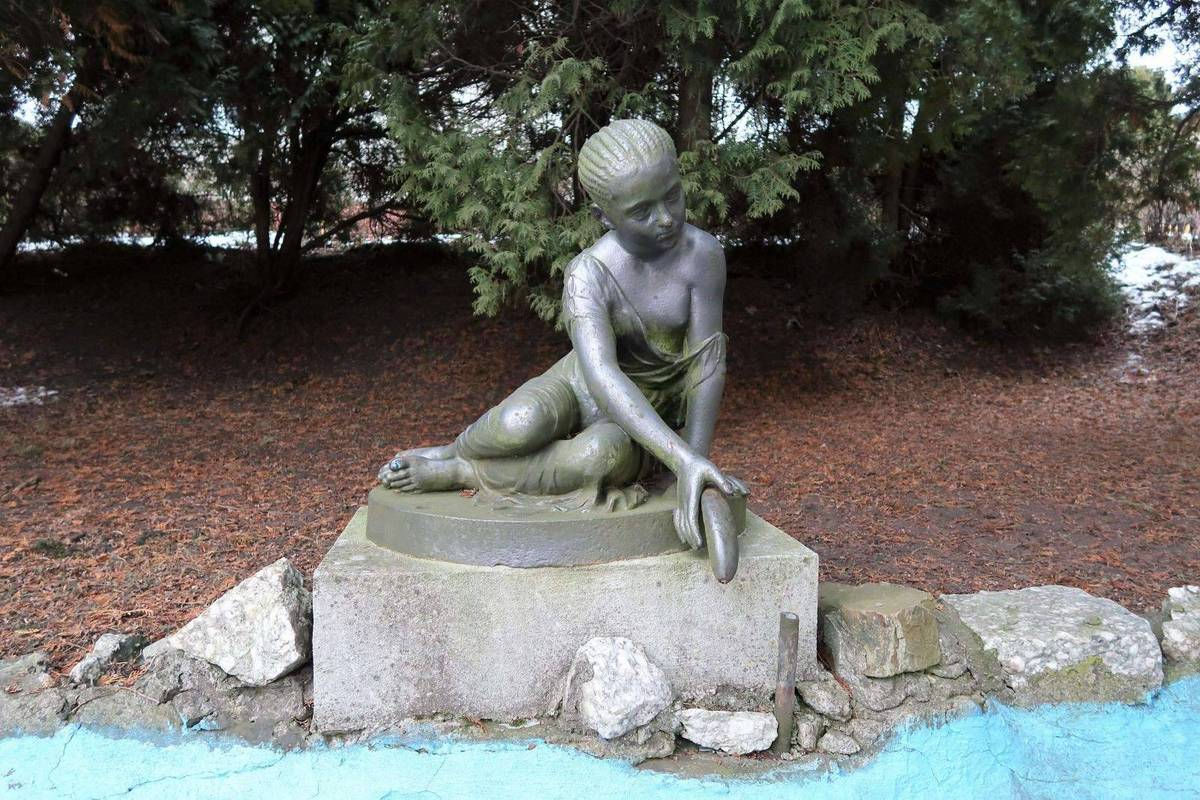
Litinová socha Chlapec s rybou
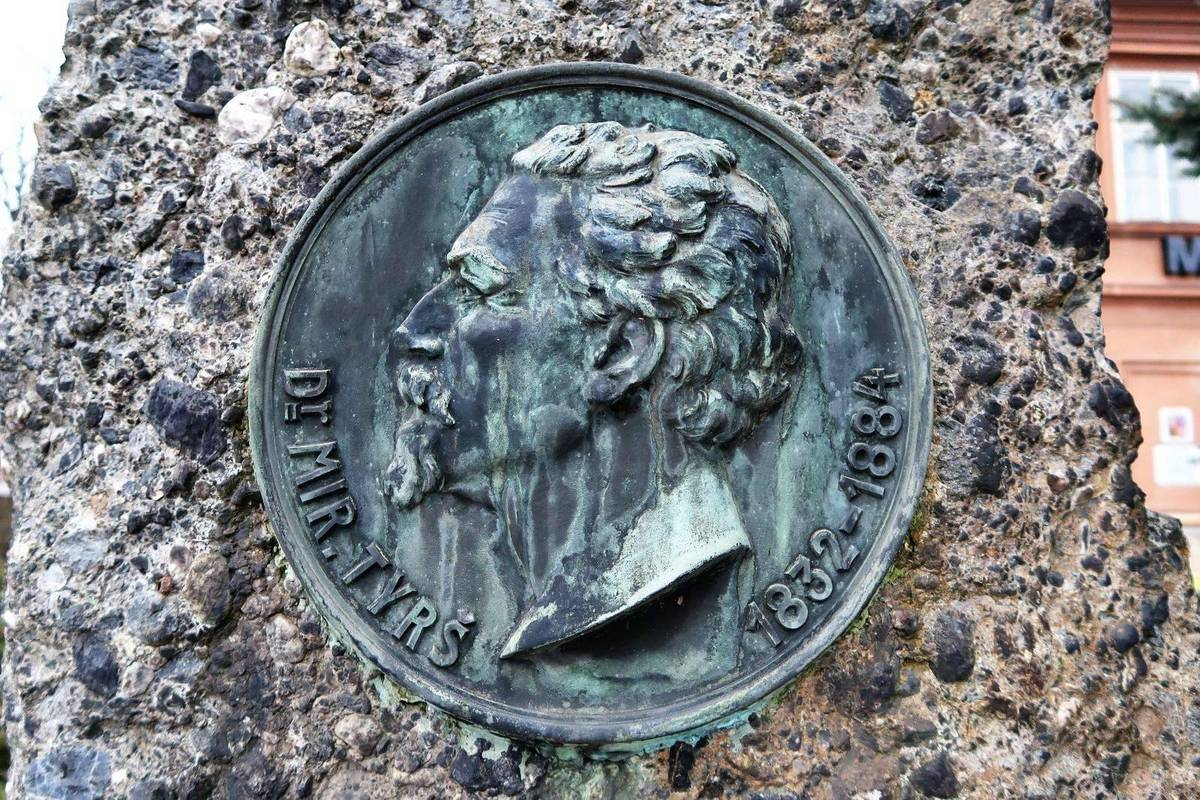
Litinová plaketa na památníku M.Tyrše
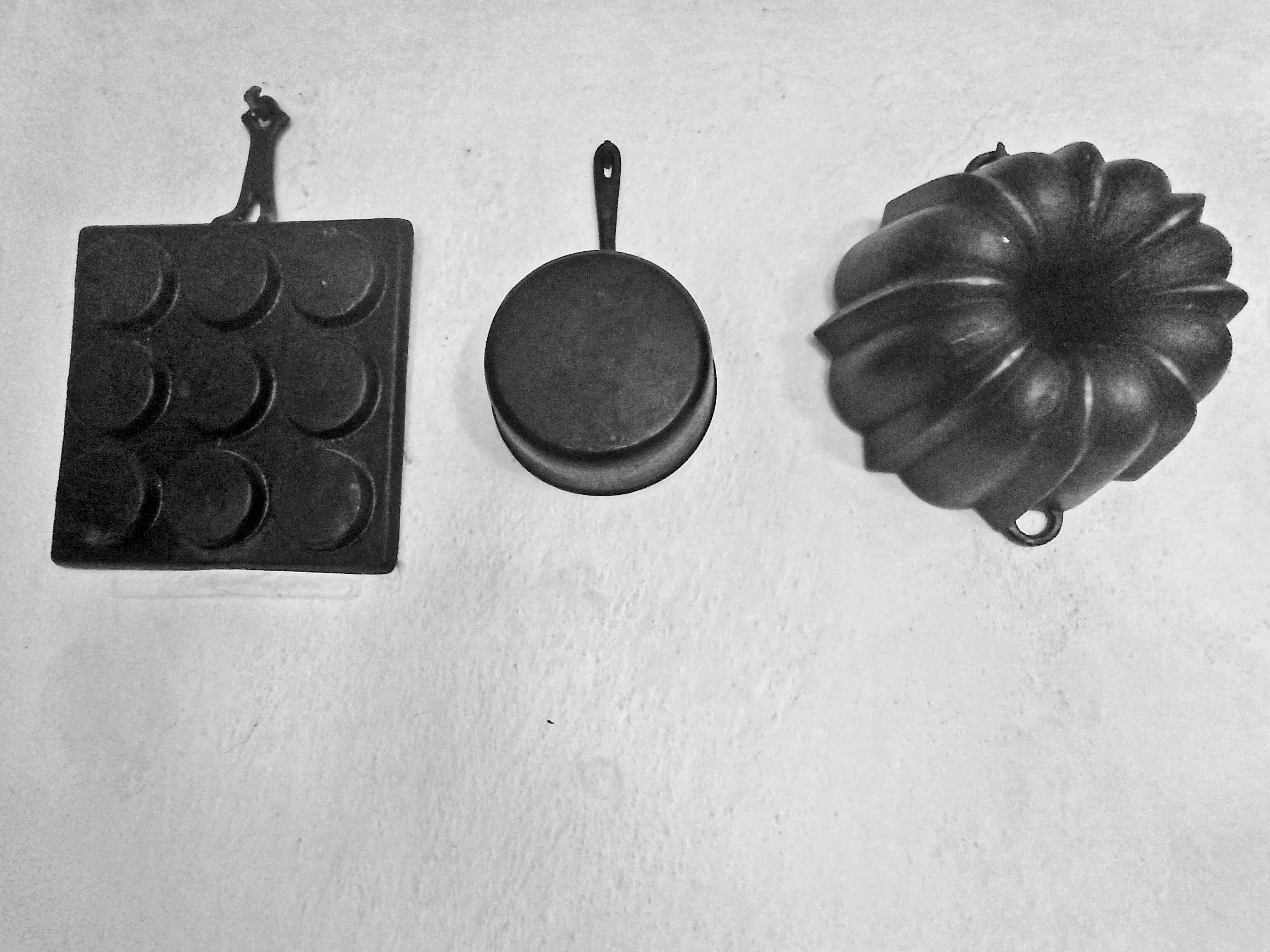
Historické litinové nádobí
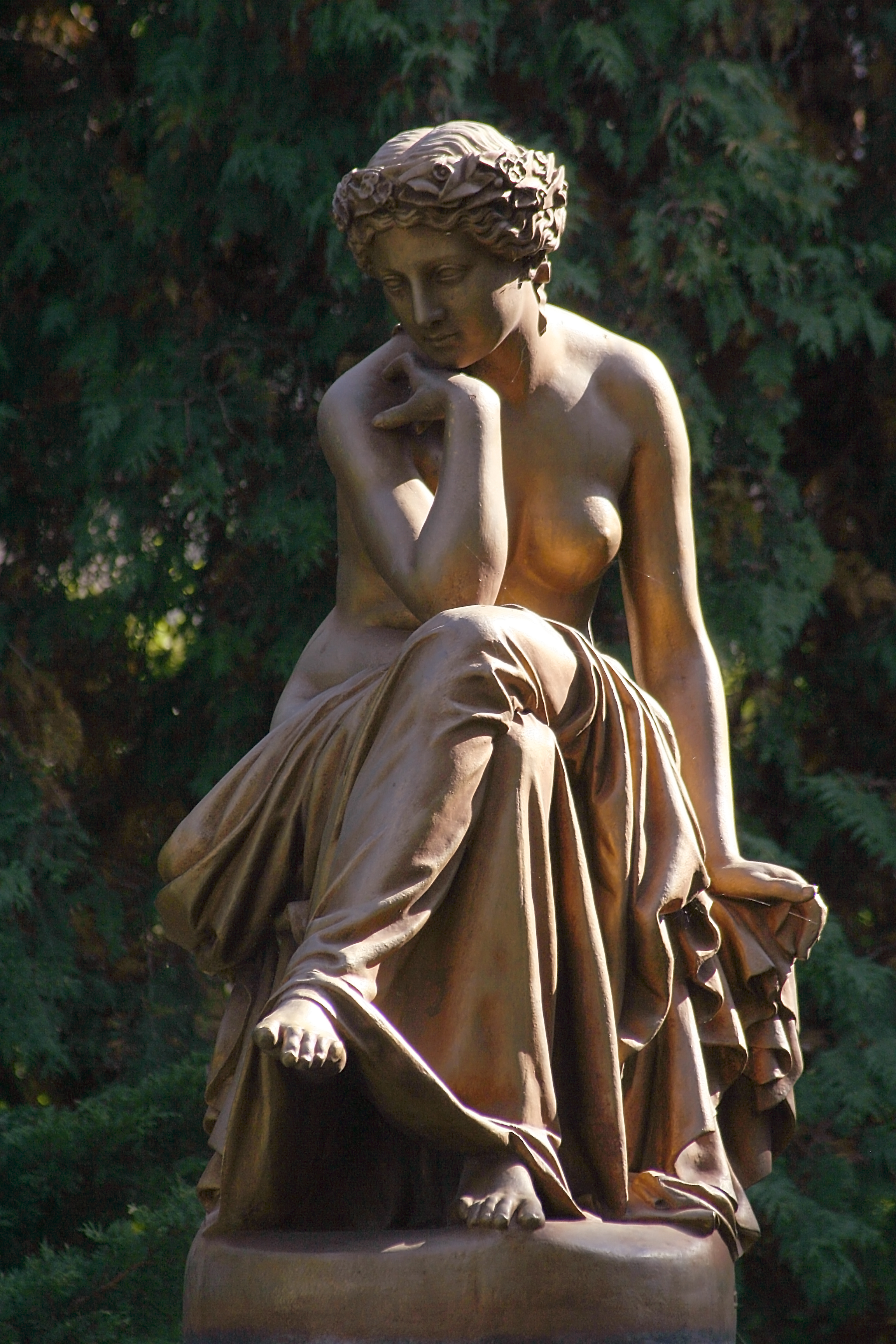
Litinová socha "Snění"